# Ферогідростатична сепарація

При ферогідростатичній (ФГС) сепарації розділення мінералів здійснюється за тими ж ознаками, що й при МГС-сепарації, але як розділове середовище використовується не розчин парамагнітної рідини, а феромагнітна рідина.
Ферогідростатичні сепаратори ФГС-1 і ФГС-70 конструктивно не відрізняються від МГС-сепаратора (рис.)
Але профіль полюсних наконечників сепаратора вибирається в залежності від різниці в густині розділюваних матеріалів. При розділенні матеріалів з невеликою різницею в густині для створення постійної за висотою ефективної густини використовують ФГС-сепаратори з ізодинамічним полем, яке формується в зазорі між гіперболічними наконечниками. При розділенні матеріалів, що значно розрізняються за густиною, використовують клиноподібні полюсні наконечники, при яких обважнення зменшується з відстанню.
Сепаратор ФГС-1 призначений для розділення немагнітних матеріалів за густиною в феромагнітній рідині при дослідженнях збагачуваності і мінерального складу немагнітних руд.
Сепаратор ФГС-70 призначений для розділення за густиною в феромагнітній рідині стружки, брухту і відходів кольорових металів.
Переваги процесу ФГС-сепарації полягають у високій точності розділення, простоті обслуговування і низькій трудомісткості. Цей процес міг би бути використаний для збагачення багатьох корисних копалин, але його широке розповсюдження стримує дуже мала продуктивність існуючих апаратів.